# Tiefenbronn
Tiefenbronn är en kommun och ort i Enzkreis i regionen Nordschwarzwald i Regierungsbezirk Karlsruhe i förbundslandet Baden-Württemberg i Tyskland.
Kommunen ingår i kommunalförbundet Tiefenbronn tillsammans med kommunen Neuhausen.